# Тишкевич, Александр Евгеньевич
Александр Евгеньевич Тишкевич (бел. Аляксандр Яўгенавіч Цішкевіч; 16 февраля 1986, Минск) — белорусский футболист, полузащитник.

## Клубная карьера
Воспитанник минского «РУОР», с 2004 года выступал за «Динамо», но не сумел закрепился в основной команде. Во второй половине 2006 года играл в аренде в клубе «Фульнек» с третьего дивизиона Чехии. После возвращения выступал в Высшей лиге в таких клубах, как «Витебск», «Нафтан» и «Белшина», в перволиговых «ДСК», «Славии» и «Граните», в Армении, Польши, Венгрии. Во второй половине 2013 года играл за литовскую «Круою», в том числе в матчах Лиги Европы против минского «Динамо».
В 2013 году стал одним из организаторов послесезонеого «Турнира друзей» в Минске.
В марте 2014 года вернулся в Беларусь, подписав контракт с «Ислочью». В следующем году помог «Ислочи» победить в Первой лиге. В феврале 2016 года продлил контракт с клубом . В августе был уволен из клуба по делу об организации договорных матчей.
В октябре 2017 года ему был присуждён штраф в размере 18,4 тысячи рублей. В феврале 2018 года получил пожизненную дисквалификацию. После ухода из «Ислочи» стал работать вне футбола, принимая участие в любительских турнирах.

## Достижения
- Серебряный призёр Чемпионата Беларуси: 2005
- Победитель Первой лиги Беларуси: 2009, 2011, 2015